# Арєф'єва Ганна Олексіївна
Ганна Олексіївна Арєф'єва (рос. Анна Алексеевна Арефьева; нар. 24 серпня 1987, Ленінград, СРСР) — російська акторка театру і кіно.

## Життєпис
Ганна Арєф'єва народилася 24 серпня 1987 року в Ленінграді (нині Санкт-Петербург). Її батько Олексій Ареф'єв театральний актор, помер у 2002 році. Мати Олена Ложкіна також акторка, знялася в серіалі «Вулиці розбитих ліхтарів», мелодрамах «Чуже гніздо» та «Своя чужа». Рідна тітка Ірина Соколова — Заслужена артистка РРФСР, зірка фільмів режисера Олександра Сокурова «Телець» і «Молох». Бабуся і дідусь Ганни теж актори.
Закінчила «Санкт-Петербурзьку академію театрального мистецтва», де навчалася на курсі Григорія Михайловича Козлова. Після закінчення вузу, в 2010 році, отримала запрошення у трупу театру «На Ливарному», де до цього багато років прослужила її мама.
Кінодебют Ганни Арєф'євої відбувся у 2008 році в мелодрамі «Бережи мене, дощу».

## Особисте життя
Ганна Арєф'єва була одружена з українським актором театру на лівому березі Дніпра Віталієм Салієм. У 2017 році народила сина Данила. У 2024 подружжя розлучилось.

## Театральні роботи
Театр «На Ливарному»
- Дух Різдва — «Нинішнього розповідь з привидами», Чарльз Діккенс, режисер Юрій Томошевський

«Театр Поколінь»
- Ірена — «Хвороби молодості», режисер Д. Корогодський

Театр «Майстерня»
- Голубка — "Біля ковчега о 8:00 ", режисерка Є. Гороховська
- Дівчина — «Старший син», А. Вампілов, режисер Г. Козлов

## Фільмографія
- 2019 — «Кохання за контрактом» — Аня
- 2019 — «Кумир» — Оля
- 2018 — «Реалізація» — Лєна
- 2018 — «Геній» — Поліна Лоскутова
- 2017 — «Халупа боржника» — епізодична роль
- 2017 — «Життя, за чутками, одне» — Ніночка
- 2017 — «Міліцейська сага» — Світлана
- 2016 — «Рятувальник» — Вероніка Малишева
- 2016 — «Вийти заміж за будь-яку ціну» — Світлана
- 2015 — «Серце ангела» — Світлана Дятлова
- 2015 — «Офіцерські дружини» — Варя Козуб
- 2014 — «Бережи її кохання» — Зоя
- 2014 — «Нитки кохання» — Анна Балабіна
- 2014 — «Небесний суд. Продовження» — Марина
- 2014 — «Інспектор Купер-2» — Люба Краснова
- 2014 — «Григорій Р.» — епізод
- 2014 — «Гра з вогнем» — Марина Богданова
- 2014 — «Безпека» — Світлана Родіонова
- 2014 — «Взнай мене, якщо зможеш» — Світлана Войцеховська
- 2014 — «Мисливці за головами» — Ліза
- 2013 — «Ковбої» — Рита
- 2013 — «Три мушкетери» — епізод
- 2013 — «Розшуковців» — Марія, подруга Ірини
- 2013 — «Спрага» — Галя
- 2013 — «Береги моєї мрії» — Настя
- 2012 — «ППС-2» — Маша Макарова
- 2012 — «Зрадник» — Надя Пашкова
- 2012 — «Ліки проти страху» — Марія (немає у титрах)
- 2012 — «Агент особливого призначення-3» — Даша
- 2012 — «Ливарний» — продавчиня
- 2012 — «Синдбад-4. Час Синдбада» — Світлана
- 2011 — «Формат А4» — Вероніка
- 2011 — «ППС» — Маша Макарова
- 2011 — «Відплата» — Карина
- 2010 — «П'ята група крові» — Лариса[2]
- 2010 — «Державний захист» — Карина
- 2009 — «Слово жінці» — Рита Логінова
- 2009 — «Одну тебе кохаю» — Поліна
- 2008 — «Бережи мене, дощу» — Таня Полякова